# Worms 4: Mayhem
A Worms 4: Mayhem stratégiai játék, melyet a Team17 fejlesztett és 2005-ben jelent meg, a Worms sorozat hetedik része. A 3D-s grafikai megjelenítést használó játék lényege az ellenséges csapat kiiktatása, különböző veszélyes fegyverekkel.